# André Burakovsky
André Marcus Burakovsky, född 9 februari 1995 i Klagenfurt, Österrike, är en svensk professionell ishockeyspelare som spelar för Chicago Blackhawks i NHL. Efter att ha spelat för moderklubben Malmö Redhawks i Hockeyallsvenskan från 2011 valdes Burakovsky 2013 av Washington Capitals i den första rundan som 23:e spelare totalt i NHL Entry Draft. Den följande säsongen tillbringade han med Capitals farmarlag Erie Otters i OHL.
Säsongen 2014/15 gjorde han NHL-debut för Capitals. Han spelade också ett antal matcher för farmarklubben Hershey Bears i AHL. Han spelade fem säsonger för Capitals och vann 2018 Stanley Cup med klubben. I juni 2019 lämnade han klubben för spel med Colorado Avalanche där han 2022 vann Stanley Cup. Mellan 2022 och 2025 spelade han för Seattle Kraken innan han byttes bort till Blackhawks i juni 2025.
Burakovsky har representerat Sverige vid två VM; 2024 tog han ett brons i Tjeckien. Han har spelat ett JVM, där han tog ett silver 2014, samt två U18-VM.
Han är son till Robert Burakovsky och brorson till Mikael Burakovsky, båda tidigare ishockeyspelare.

## Privatliv
Burakovsky föddes i Klagenfurt, Österrike där hans far, Robert Burakovsky, spelade ishockey för Klagenfurter AC. Han växte upp i Bunkeflostrand. Burakovskys farbror Mikael Burakovsky var också ishockeyspelare.

## Klubblagskarriär

### 2011–2014: Juniorår
Burakovsky hockeyfostrades i Limhamn Limeburners. Efter U13 gick Burakovsky sedan vidare till moderklubben Malmö Redhawks där han säsongen 2011/12 gjorde i snitt en poäng per match i J20 Superelit. Samma säsong gjorde han debut för Malmös seniorlag som då spelade i Hockeyallsvenskan. Han spelade sin första match för klubben den 5 oktober 2011, mot Leksands IF. Under säsongens gång spelade han totalt tio grundseriematcher där han noterades för en assistpoäng. Säsongen 2012/13 spelade han 43 grundseriematcher i Hockeyallsvenskan. Han noterades för sitt första A-lagsmål för Redhawks den 2 november 2012 i en 10–2-seger mot Asplöven HC. Totalt stod han för elva poäng under säsongen, varav fyra mål och sju assistpoäng.
Vid NHL Entry Draft 2013 valdes Burakovsky av Washington Capitals i den första rundan, som tredje svensk och 23:e spelare totalt. Den 22 augusti 2013 meddelade Capitals farmarlag Erie Otters i OHL att man skrivit ett avtal med Burakovsky. Kort därpå, den 4 september, meddelade Capitals att man skrivit ett treårsavtal med Burakovsky och att han skulle komma att tillbringa den kommande säsongen med Otters. Under sin första säsong i OHL slog Burakovsky nytt svenskt poängrekord i ligan genom att göra 87 poäng (41 mål, 46 assists) på 57 grundseriematcher – 21 poäng bättre än Gabriel Landeskogs tidigare OHL-rekord på 66 poäng. I samma veva blev han också den både mål- och poängmässigt bästa svensken genom tiderna i de kanadensiska juniorligorna på en och samma säsong. Det tidigare rekordet hade Oscar Möller som sköt 39 mål och 83 poäng för Chilliwack Bruins i WHL säsongen 2007/08 när han var i motsvarande ålder som Burakovsky.

### 2014–2019: Washington Capitals

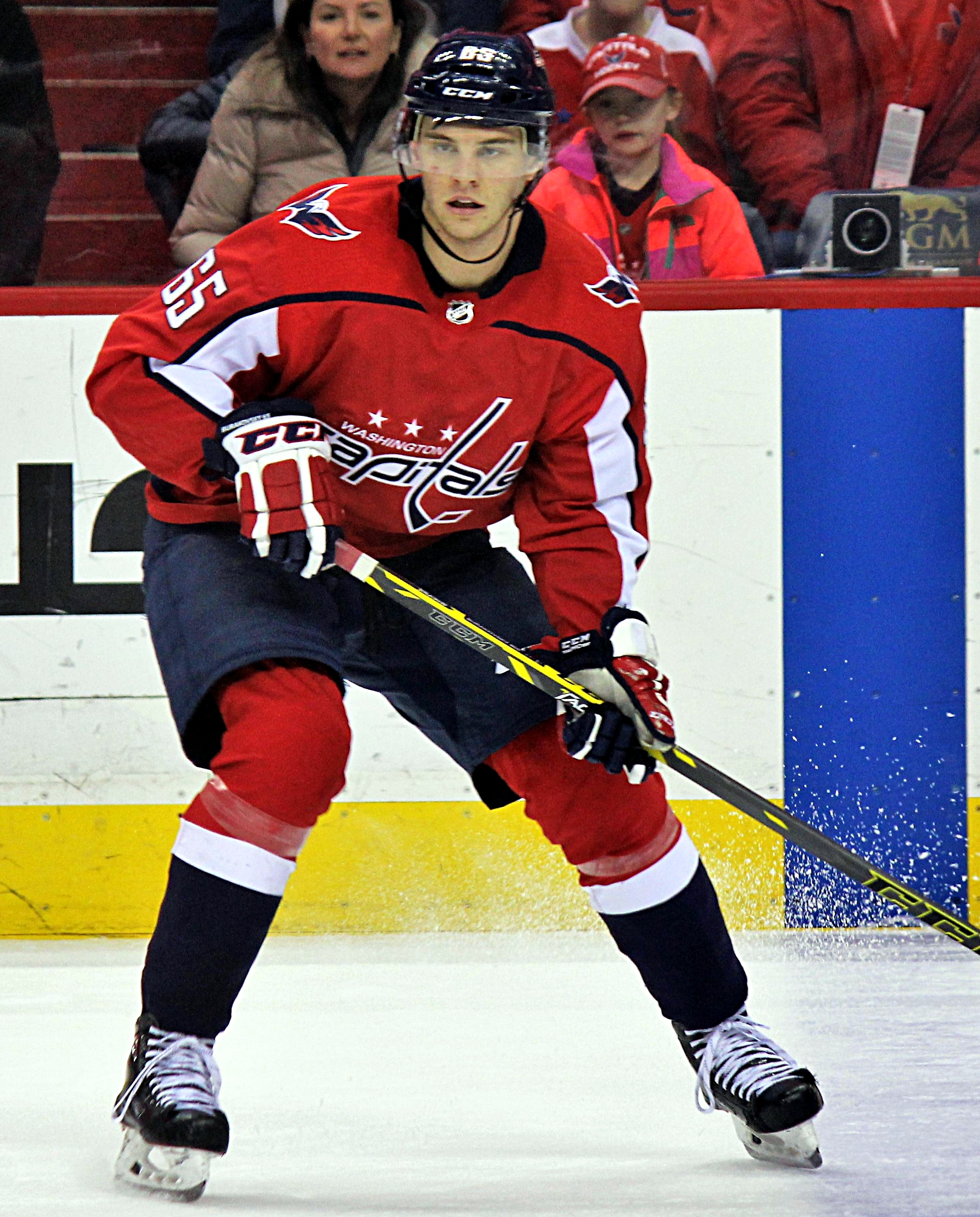
Burakovsky med Capitals 2018.

Burakovsky inledde säsongen 2014/15 med Capitals i NHL. Han gjorde NHL-debut den 9 oktober 2014 och gjorde sitt första mål i ligan efter endast 6 minuter och 43 sekunder, på Dustin Tokarski, i en 2–1-förlust mot Montreal Canadiens. Han blev därmed den näst snabbaste spelaren i Capitals historia att göra sitt första NHL-mål, samt den 13:e i klubbens historia att göra mål i NHL-debuten. Han gjorde poäng i sina fyra första NHL-matcher (två mål, tre assist). I grundserien stod han för 22 poäng (9 mål, 13 assist) på 53 matcher. I det följande Stanley Cup-slutspelet slogs Capitals ut i den andra rundan av New York Rangers med 4–3 i matcher. Burakovsky spelade elva matcher där han noterades för två mål och en assist.
Under säsongens gång spelade Burakovsky också för Capitals farmarlag Hershey Bears i AHL. I december 2014 skickades han ner till Bears och spelade två matcher för klubben. Han gjorde AHL-debut den 19 december i en 0-2-förlust mot Lehigh Valley Phantoms. I sluttampen av NHL:s grundserie skickades han åter ner till AHL. Burakovsky gjorde sitt första mål i AHL den 20 mars 2015, på Mike McKenna, då han avgjorde till Bears fördel i en 3–2-seger mot Portland Pirates. På 13 AHL-matcher noterades han för tre mål och fyra assistpoäng. Han spelade också en match för laget i Calder Cup-slutspelet, där han noterades för ett mål.
Under sin andra säsong med Capitals ökade Burakovsky sin poängproduktion i grundserien till 38 poäng, varav 17 mål, på 79 matcher. Likt föregående säsong slogs laget ut i den andra rundan av Stanley Cup-slutspelet, denna gång av Pittsburgh Penguins med 4–2 i matcher.
I en match mot Dallas Stars den 21 januari 2017 gjorde Burakovsky matchens första mål. Burakovsky hade gjort det första målet även i de tre föregående matcherna och tangerade därmed NHL-rekordet i att göra det första målet i flest matcher i följd. Månaden därpå ådrog han sig en handskada under en match mot Detroit Red Wings och missade därefter 15 matcher. På 64 grundseriematcher stod han för 35 poäng (12 mål, 23 assist). I det följande Stanley Cup-slutspelet slogs laget för tredje säsongen i följd ut i den andra rundan, denna gång mot Pittsburgh Penguins med 4–3 i matcher. På 13 slutspelsmatcher stod han för tre mål och tre assist.
Den 4 juli 2017 meddelades det att Burakovsky skrivit ett nytt tvåårsavtal med Capitals till ett värde av 6 miljoner dollar. Den 24 oktober samma år skadade han tummen i en match mot Florida Panthers och tvingades till operation. Han var åter i spel den 8 december 2017 efter att ha missat 20 matcher. Totalt spelade han 56 grundseriematcher och stod för 25 poäng (12 mål, 13 assist). I den första rundan av det följande Stanley Cup-slutspelet ådrog sig Burakovsky en skada i den andra matchen mot Columbus Blue Jackets. Han missade resten av rundan och även den följande rundan mot Pittsburgh Penguins. Han var åter i spel i semifinalserien mot Tampa Bay Lightning där han i den sjunde och avgörande matchen noterades för två mål och hjälpte Capitals att ta sig till Stanley Cup-final. I finalserien ställdes Capitals mot Vegas Golden Knights. I den femte matchen assisterade Burakovsky till Lars Ellers mål som kom att bli avgörande för hela serien. Laget vann med 4–1 i matcher och tog sin första Stanley Cup-titel. På 13 slutspelsmatcher stod Burakovsky för två mål och fyra assistpoäng.
Säsongen 2018/19 kom att bli Burakovskys sista med Capitals. I grundserien tangerade han sin poängnotering från föregående säsong då han på 76 matcher stod för 25 poäng (12 mål, 13 assist). Capitals slogs ut i den första omgången av Carolina Hurricanes med 4–3 i matcher. På dessa sju matcher stod Burakovsky för ett mål och en assist.

### 2019–2022: Colorado Avalanche

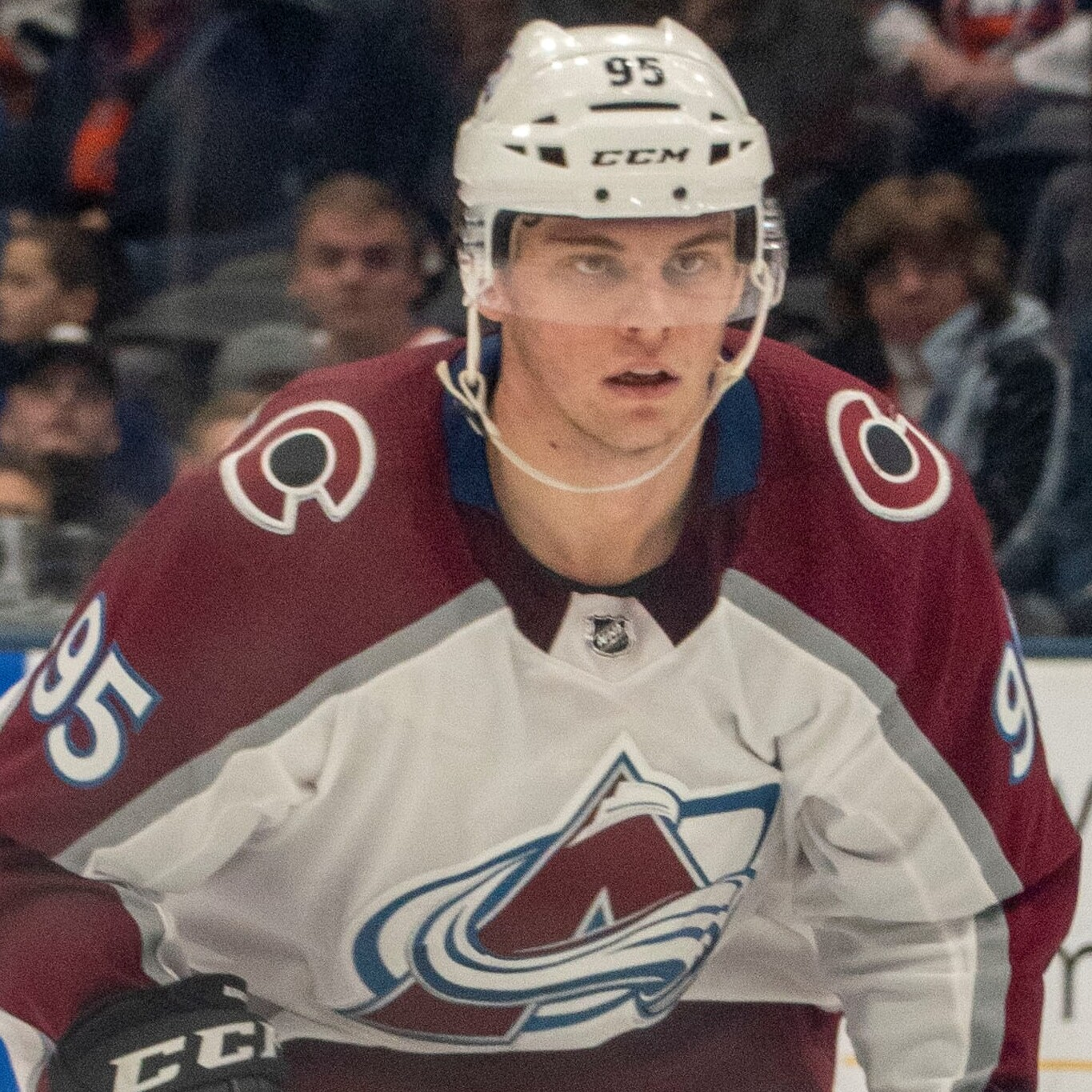
Burakovsky med Avalanche 2020.

Den 28 juni 2019 meddelades det att Burakovsky blivit bortbytt till Colorado Avalanche mot Scott Kosmachuk samt ett val i andra och tredje rundan av NHL-draften 2020. Han gjorde ligadebut för Avalanche den 3 oktober 2019 och noterades för sin första poäng för laget genom en assist då Calgary Flames besegrades med 5–3. En vecka senare, den 10 oktober, gjorde han sitt första mål för klubben i en 4–2-vinst mot Boston Bruins. Mellan den 16 januari och 6 februari 2020 gjorde han poäng i sex matcher i följd och stod för totalt tolv poäng. Burakovsky gjorde sin poängmässigt bästa säsong i grundserien dittills då han noterades för 45 poäng (20 mål, 25 assist) och slutade på tredje plats i lagets interna poängliga. I Stanley Cup-slutspelet slogs Avalanche ut i kvartsfinal av Dallas Stars med 4–3 i matcher. Burakovsky gjorde sitt poängmässigt bästa slutspel med 17 poäng på 15 matcher (sju mål, tio assist). 
Den 10 oktober 2020 meddelade Avalanche att man förlängt avtalet med Burakovsky med ytterligare två säsonger. Den följande säsongen, som blev förkortad på grund av Covid-19-pandemin, påbörjades inte förrän i januari 2021. Burakovsky missade tre grundseriematcher och stod för 44 poäng (19 mål, 25 assist), på 53 matcher. Laget vann grundserien och tilldelades Presidents' Trophy för tredje gången i klubbens historia. I Stanley Cup-slutspelet slog Avalanche ut St. Louis Blues i åttondelsfinal med 4–0 i matcher. Därefter besegrades man av Vegas Golden Knights i kvartsfinalserien med 2–4 (trots att man hade en 2–0-ledning). På tio slutspelsmatcher stod Burakovsky för fyra poäng, varav ett mål.
Säsongen 2021/22 kom att bli Burakovskys sista med Avalanche. Den 12 december 2021 noterades han för sitt första hattrick i NHL då Florida Panthers besegrades med 3–2. Den 21 mars 2022 spelade han sin 500:e NHL-match. Burakovsky stod för sin dittills bästa grundserie i NHL och stod för 61 poäng på 80 matcher (22 mål, 39 assist). I Stanley Cup-slutspelet tog sig Avalanche till final sedan man i tur och ordning slagit ut Nashville Predators, St. Louis Blues och Edmonton Oilers. Den första av finalmatcherna, mot Tampa Bay Lightning, avgjordes i förlängning av Burakovsky, till en 3–4-seger till Avalanche. Han gjorde ytterligare ett mål i den efterföljande matchen då Lightning besegrades med 7–0. I samma match bröt Burakovsky en av sina tummar och missade därför de återstående matcherna. Avalanche vann finalserien med 4–2 i matcher och Burkavsky tog sin andra Stanley Cup-titel.

### Från 2022: Seattle Kraken och Chicago Blackhawks

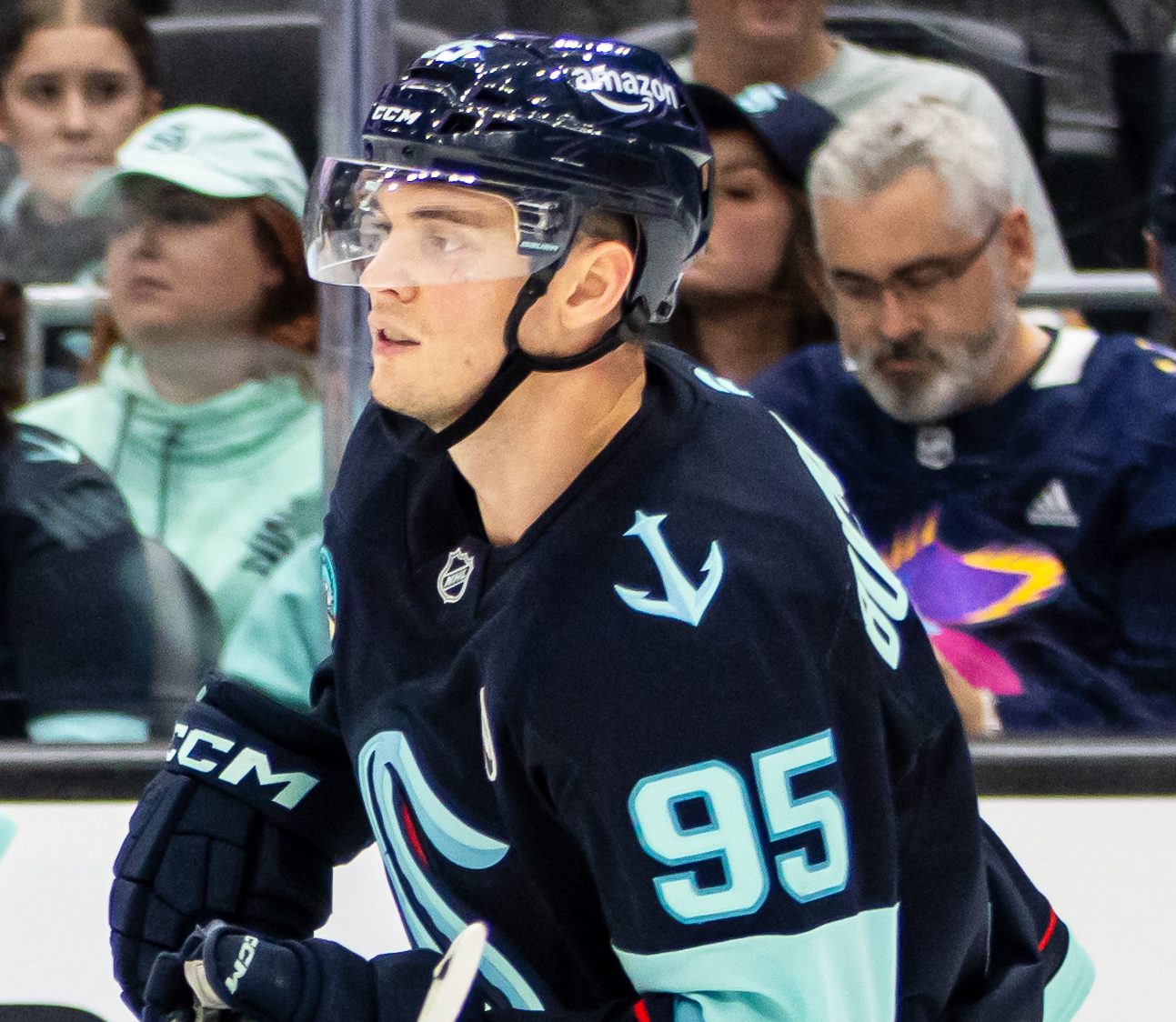
Burakovsky med Kraken 2024.

Efter att ha blivit free agent presenterades Burakovsky som ny spelare för Seattle Kraken, med vilka han skrivit ett femårsavtal, den 12 juli 2022. Han hann spela 49 grundseriematcher och producera 39 poäng (13 mål, 26 assist) innan han ådrog sig en skada den 7 februari 2023 i en match mot New York Islanders. En ljumskskada gjorde att han missade återstoden av säsongen; han förväntades vara åter i spel i slutet av grundserien men fick bakslag under rehabiliteringen och tvingades till operation i april 2023.
Han var tillbaka i spel i början av säsongen 2023/24 men ådrog sig en ny skada i grundseriens sjätte omgång. Han var tillbaka i spel i december 2023 men hade därefter fortsatt problem med diverse skador. Laget misslyckades att ta sig till Stanley Cup-slutspelet och för andra säsongen i följd spelade Burakovsky 49 grundseriematcher; på dessa noterades han för sju mål och nio assistpoäng. Säsongen 2024/25 kom att bli Burakovskys sista med Kraken. Han missade endast tre matcher av grundserien och stod för 37 poäng på 79 matcher (10 mål, 27 assist). Laget misslyckades återigen att ta sig till Stanley Cup-slutspelet.
Den 21 juni 2025 bekräftades det att Burakovsky blivit bortbytt till Chicago Blackhawks mot Joe Veleno.

## Landslagskarriär

### 2012–2014: Juniorlandslag
Burakovsky blev uttagen att representera Sverige vid U18-VM i Tjeckien 2012. Sverige gick obesegrat fram till finalen, som man förlorade med 7–0 mot USA. På sex matcher stod han för tre assistpoäng. Burakovsky spelade också U18-VM i Ryssland året därpå. Sverige slutade på andra plats i grupp B sedan man endast förlorat mot Kanada. I kvartsfinal föll Sverige mot USA med 4–0. Burakovsky vann Sveriges interna poängliga med fem poäng på lika många matcher (fyra mål, en assist).
2014 blev Burakovsky uttagen till Sveriges juniorlandslag till JVM i Sverige 2014. Sverige gick obesegrat fram till finalspel, vilken man förlorade mot Finland med 2–3 efter förlängningsspel. Burakovsky spelade samtliga sju matcher och noterades för totalt sju poäng (tre mål, fyra assist).

### Från 2016: A-landslaget
Den 13 maj 2016 meddelades det att Burakovsky tackat ja till att spela VM i Ryssland. Han gjorde A-landslagsdebut den 15 maj 2016 i en match mot Schweiz. I samma match gjorde han sitt första landslagsmål, på Reto Berra, då han avgjorde till 3–2 i straffläggning. Sverige slutade på tredje plats i grupp A och slogs sedan ut i kvartsfinal av Kanada med 6–0. På tre spelade matcher noterades Burakovsky för ett mål.
Det kom att dröja åtta år innan Burakovsky gjorde sitt nästa framträdande i Tre Kronor; i april 2024 stod det klart att han tackat ja till spel i VM i Tjeckien den följande månaden. Sverige gick obesegrade genom gruppspelet och vann Grupp B. Efter seger mot Finland i kvartsfinal (2–1) besegrades man i semifinal av värdnationen med 7–3. Burakovsky tilldelades ett brons sedan Sverige besegrat Kanada med 4–2 i matchen om tredjepris. På tio matcher stod han för fyra mål och sju assistpoäng.

## Statistik

### Klubblag
| 2011–12    | Malmö Redhawks      | HA         | 10  | 0   | 1   | 1   | 0   | 3  | 0  | 0  | 0  | 0  |
| 2012–13    | Malmö Redhawks      | HA         | 43  | 4   | 7   | 11  | 8   | —  | —  | —  | —  | —  |
| 2013–14    | Erie Otters         | OHL        | 57  | 41  | 46  | 87  | 35  | 14 | 10 | 3  | 13 | 2  |
| 2014–15    | Washington Capitals | NHL        | 53  | 9   | 13  | 22  | 10  | 11 | 2  | 1  | 3  | 0  |
| 2014–15    | Hershey Bears       | AHL        | 13  | 3   | 4   | 7   | 6   | 1  | 1  | 0  | 1  | 0  |
| 2015–16    | Washington Capitals | NHL        | 79  | 17  | 21  | 38  | 12  | 12 | 1  | 0  | 1  | 6  |
| 2016–17    | Washington Capitals | NHL        | 64  | 12  | 23  | 35  | 14  | 13 | 3  | 3  | 6  | 2  |
| 2017–18    | Washington Capitals | NHL        | 56  | 12  | 13  | 25  | 27  | 13 | 2  | 4  | 6  | 4  |
| 2018–19    | Washington Capitals | NHL        | 76  | 12  | 13  | 25  | 14  | 7  | 1  | 1  | 2  | 0  |
| 2019–20    | Colorado Avalanche  | NHL        | 58  | 20  | 25  | 45  | 22  | 15 | 7  | 10 | 17 | 4  |
| 2020–21    | Colorado Avalanche  | NHL        | 53  | 19  | 25  | 44  | 10  | 10 | 1  | 3  | 4  | 4  |
| 2021–22    | Colorado Avalanche  | NHL        | 80  | 22  | 39  | 61  | 18  | 12 | 3  | 5  | 8  | 2  |
| 2022–23    | Seattle Kraken      | NHL        | 49  | 13  | 26  | 39  | 14  | —  | —  | —  | —  | —  |
| 2023–24    | Seattle Kraken      | NHL        | 49  | 7   | 9   | 16  | 14  | —  | —  | —  | —  | —  |
| 2024–25    | Seattle Kraken      | NHL        | 79  | 10  | 27  | 37  | 12  | —  | —  | —  | —  | —  |
| NHL totalt | NHL totalt          | NHL totalt | 629 | 153 | 234 | 387 | 167 | 93 | 20 | 27 | 47 | 22 |

### Internationellt
| År            | Lag           | Turnering     | Matcher | Mål | Assists | Poäng | Utv. |
| ------------- | ------------- | ------------- | ------- | --- | ------- | ----- | ---- |
| 2012          | Sverige       | U18-VM        | 6       | 0   | 3       | 3     | 0    |
| 2013          | Sverige       | U18-VM        | 5       | 4   | 1       | 5     | 4    |
| 2014          | Sverige       | JVM           | 7       | 3   | 4       | 7     | 0    |
| 2016          | Sverige       | VM            | 3       | 1   | 0       | 1     | 12   |
| 2024          | Sverige       | VM            | 10      | 4   | 7       | 11    | 0    |
| Junior totalt | Junior totalt | Junior totalt | 18      | 7   | 8       | 15    | 4    |
| Senior totalt | Senior totalt | Senior totalt | 13      | 5   | 7       | 12    | 12   |